# دايفي سيلكى
دايفي سيلكى (Davie Selke) (مواليد 20 يناير 1995)، هو لاعب كرة قدم ما زال يلعب كمهاجم في نادي هامبورغ.

## وصلات خارجية
- دايفي سيلكى على موقع الاتحاد الأوربي (الإنجليزية)
- دايفي سيلكى على موقع قاعدة بيانات كرة القدم.إي يو (الإنجليزية)
- دايفي سيلكى على موقع بيانات كرة القدم. دي إي (الألمانية)
- دايفي سيلكى على موقع Soccerway.com (الإنجليزية)
- دايفي سيلكى على موقع عالم كرة القدم.نت (الإنجليزية)
- دايفي سيلكى على موقع اللجنة الأولمبية الدولية (الإنجليزية)
- دايفي سيلكى على موقع أوليمبيديا (الإنجليزية)
- دايفي سيلكى على موقع اللجنة الأولمبية الألمانية (الألمانية)
- دايفي سيلكى على موقع AS.com (الإسبانية)